# Ballast
Ballast er i skibsterminologien betegnelsen for vægt til trimning af et skib. Ballast kan have form af sten, vand eller metalblokke.
Brugen af ballastvand (specifikt det forhold at man har pumpet det ud igen) kan betyde spredning af invasive arter.
Ballastvant har bl.a. medvirket til at amerikansk ribbegople (Mnemiopsis leidyi) har spredt sig fra dens naturlige leveområde ud for den amerikanske østkyst til Europa og Asien.[kilde mangler]
I Danmark fastsætter Ballastvandsbekendtgørelsen rammer for håndteringen af ballastvand for at forebygge spredning af invasive arter.